# Bob Hopkins
Robert M. Hopkins, detto Bob (Jonesboro, 3 novembre 1934 – Bellevue, 15 maggio 2015), è stato un cestista e allenatore di pallacanestro statunitense, professionista nella NBA.

## Carriera
Venne selezionato dai Syracuse Nationals al decimo giro del Draft NBA 1956 (74ª scelta assoluta).